# Dedikation (publicering)
En dedikation är ett uttryck för vänlig kontakt eller tack från en texts författare till en eller flera personer. Dedikationen har sin egen plats på dedikationssidan och ingår i den främre delen.